# Аеродром Каго Каџу
Аеродром Каго Каџу (: , : ) је ваздухопловно пристаниште код града Каго Каџу у вилајету Централна Екваторија у Јужном Судану. Смештен је на 762 метра надморске висине.